# 子守康範 朝からてんコモリ!
『子守康範 朝からてんコモリ!』（こもりやすのり あさからてんコモリ!）は、MBSラジオで2008年3月31日から2021年10月1日まで平日の早朝に放送されていた生ワイド番組。毎日放送（MBS）の元・アナウンサーで、「アンテリジャン」という映像制作会社を経営する子守康範が、同局を退社してから10年振りにパーソナリティをレギュラーで務めたラジオ番組でもある。

## 概要
2005年4月から3年間続いた『はやみみラジオ!水野晶子です』の後継番組として、2008年3月31日から放送を開始した。朝刊各紙の記事などをテーマに、政治、社会、経済、スポーツなど世の中の動きを子守が分かりやすく解説。また、“コモリ倶楽部”メンバー（後述）からのメールを交えながら、関西一円の最新情報を紹介していた。ちなみに子守は、メインパーソナリティとして生放送を進行するかたわら、経営者や鉄道ファンとしての私見を述べることが多かった。
放送開始から1年間は、関西ローカルの生放送番組でありながら、金曜日のみMBS東京支社のラジオスタジオ（東京都港区赤坂の赤坂Bizタワー内）から放送していた。放送上は「（当時金曜日のアシスタントを担当していた）大桃美代子のスケジュールの関係」とされていたが、後に子守自身が「週に1回新幹線に乗りたいため東京出張を組んだ」と告白している。
2009年4月6日からは、放送時間を5:00 - 8:00の3時間に拡大。タイムテーブル上は、5:00からの1時間を「子守康範　朝からてんコモリ! 5時ですよ～」、6:00以降を「子守康範　朝からてんコモリ!」の2部構成になった。また、従来の月～木曜日に加えて、金曜日にもMBS本社βスタジオから放送されている。ただし実際には、女性アシスタントが合流する6:00から本格的な放送に入る。
上記の改編以降は、コモン倶楽部のメンバー（コメンテーター、2011年4月から「日替わりコモんテーター」と総称）が日替わりで登場。さらに、和田美枝（女と男）が生放送中にリスナーと散歩する企画「ラジオを聴きながら歩き部」を開始した。
2011年4月改編で、放送内容のリニューアルやアシスタントの入れ替えを実施。「ラジオを聴きながら歩き部」を終了させたほか、放送開始当初から唯一残っていたアシスタント・大津びわ子が当番組を卒業した。
なお、「子守康範　朝からてんコモリ! 5時ですよ～」では、開始当初から子守・コメンテーター・番組スタッフ（金曜はバーバラよね）が、スタジオに全国各地の新聞（朝刊）を持ち込んで打ち合わせをしている雰囲気で進行していた。しかし、上記の改編を機に、子守が1人で1時間の生放送を取り仕切るようになった。このため、コメンテーターは原則として、「子守康範　朝からてんコモリ!」にのみ出演する。
2012年1月30日（月曜日）に放送回数が通算1000回に到達。2013年4月1日（月曜日）には、放送5周年を迎えた。
2015年4月改編からは、当番組に加えて、毎週日曜日の6:45 - 7:00に『子守康範　日曜どないSHOW』（こもりやすのり　にちようどないしょう）を放送。当日（または放送週に）関西圏で予定されているイベントなどの情報を、当番組水・木曜アシスタントの大塚由美が子守と共に伝えている。
2015年10月より、7時台後半の日替わり企画コーナー（後述）をリニューアル。共通タイトルを「日替わり!おかわり!てんコモリ!」から「けさのちょい盛りチェック!」に変更した。
2017年3月31日（金曜日）で放送10年目に突入。当日の放送では、「ラジオ聴きながら歩き部」を、特別企画として6年振りに復活させた。その一方で、同年8月21日（月曜日）からは、一部の時間帯でコーナーや構成のリニューアルを実施している。
2018年には、3月30日（金曜日）に、放送開始10周年へ到達。しかし、6月18日（月曜日）の本番直後（7:58）に大阪府北部地震（毎日放送の本社がある大阪市北区で最大震度6弱を観測した地震）が発生したため、本番を終えたばかりの子守が8:20まで第一報を伝えた。さらにMBSラジオでは、『ありがとう浜村淳です』（通常は8:00に生放送を開始する後枠番組）から『上泉雄一のええなぁ!』（当時は平日の15:30 - 17:43に編成）までの生ワイド4番組を報道特別番組に急遽変更。当番組の月・火曜アシスタントで、子守と同じく当番組の本番を終えたばかりの古川圭子（毎日放送アナウンサー）が、午前中の報道特別番組で地震関連の情報を伝えた。9月3日（月曜日）放送分から、6時台後半以降のコーナーをリニューアル。日替わり企画の一部を入れ替える一方で、twitterやinstagramを利用するリスナー向けの全曜日共通企画として、「#てんコモリ」（ハッシュタグてんコモリ、週替わりのテーマに沿った画像に「#てんコモリ」を付けてtwitterやinstagramに投稿する企画）を開始した。また、リニューアル前までレギュラーコメンテーターのいなかった金曜日で、女と男が「パートナー」扱いでレギュラー出演を再開。リニューアル前まで「コモんテーター」と称していた他曜日のコメンテーターも、放送上「パートナー」という肩書に統一している。
2019年7月1日（月曜日）からは、放送枠を再び6:00 - 8:00に変更。同日から5時台で新たに『レイディオ・ゴー!』（音楽主体の生放送番組）を編成する関係で、「子守康範　朝からてんコモリ! 5時ですよ～」を6月28日（金曜日）放送分で終了させるなど、大幅なリニューアルに踏み切った。
2021年3月31日（水曜日）までラジオ・テレビ兼営局だった毎日放送は、翌4月1日（木曜日）からラジオ放送事業とラジオ放送免許を「株式会社MBSラジオ」へ移管した。当番組は株式会社MBSラジオコンテンツデザイン局プロデュースセンターの制作によって放送を続けていたが、『子守康範　日曜どないSHOW』は9月26日、当番組は10月1日（金曜日）で放送を終えた。10月4日（月曜日）からは、当番組の放送枠と一部のコーナーを『上泉雄一のええなぁ!』が引き継いでいる。
ちなみに子守は、2021年9月13日（月曜日）放送分で当番組の終了を発表した際に、ラジオパーソナリティとしての活動から退く意向を明言していた。しかし、MBSラジオでは10月3日から、『日曜どないSHOW!』の後継番組として『日曜てんコモリばしすじ商店街!』（アンテリジャンが同年から大阪市北区天神橋筋で運営するスタジオでの収録番組）を編成。子守は公私とも活動の軸足をYouTubeへ移しつつ、『日曜てんコモリばしすじ商店街!』でパーソナリティを続けていた。『日曜てんコモリばしすじ商店街!』は半年（2022年3月）で放送を終えたものの、MBSラジオでは翌4月以降も、子守が出演するラジオCMを新旧を問わず2024年末までは放送していた。

### 放送時間
- 月曜日 - 金曜日　6:00 - 8:00（JST、2008年3月31日 - 2009年4月3日・2019年7月1日 - 2021年10月1日）
  - 2009年4月6日から2019年6月28日までの放送時間は5:00 - 8:00で、5:00 - 6:00を「子守康範 朝からてんコモリ!5時ですよ～」として放送。

## 出演者

### 放送終了時点（2019年7月以降）
◎：出演時点でMBSの現役アナウンサー

アシスタントは、「子守康範 朝からてんコモリ!5時ですよ～」を編成していた時期を含めて、基本として6:00 - 8:00に出演。
- メインパーソナリティ：子守康範
- アシスタント
  - 月・火曜日： 古川圭子◎（2011年4月8日 - 2021年9月28日）
    - 2014年3月28日までは、金曜日のアシスタントを担当していた。2013年度のナイターオフ期間には「茶屋町プレミアムナイト」火曜枠『ヤマヒロのぴかいちラジオ』にも出演していたが、単独番組として金曜日の夜間に放送されている2014年4月から、担当曜日を変更。

  - 水・木曜日： 大塚由美（2014年4月2日 - 2021年9月30日）
    - MBSラジオの番組には、『上泉雄一の発信!UWAらじお』（2006年・2007年度のナイターオフ番組シリーズ）でアシスタントを務めて以来の復帰。

  - 金曜日： 高井美紀◎（2014年4月4日 - 2021年10月1日）
- パートナー
  - 金曜日：立岩陽一郎（2019年3月8日 - 2021年10月1日）
    - NHKの社会部記者やテヘラン支局長などを経て、同局時代に記者として赴任していた大阪で、ジャーナリストやNPOの理事長として活動。2017年9月から『ちちんぷいぷい』(MBSテレビ) に「顧問」として定期的に出演していた縁で、同番組の放送期間中からパートナーに加わった。
    - 2019年6月までは全曜日でコモんテーター→パートナー制度を導入していたが、同年7月のリニューアルで立岩のみ続投。

### 過去
| 期間      | 期間      | 月・火曜   | 水・木曜   | 金曜       |
| --------- | --------- | ---------- | ---------- | ---------- |
| 2008.3.31 | 2008.9.26 | 大津びわ子 | 大津びわ子 | 大桃美代子 |
| 2008.9.29 | 2009.10.2 | 阿部宏美   | 大津びわ子 | 大桃美代子 |
| 2009.10.5 | 2010.3.26 | おだしずえ | 大津びわ子 | 大桃美代子 |
| 2010.3.29 | 2011.4.1  | おだしずえ | 大津びわ子 | 大浦理子   |
| 2011.4.4  | 2014.3.28 | おだしずえ | さわともか | 古川圭子   |
| 2014.3.31 | 2021.10.1 | 古川圭子   | 大塚由美   | 高井美紀   |

- 中根俊朗[5]（金曜コモんテーターの1人、出演期間中はスポーツニッポン大阪本社編集局次長、2011年4月8日- 6月24日）
- 加藤ヒロユキ（火曜コモんテーター、テノール歌手、2010年4月-2014年3月）[6]
- 藤本敦士（月曜コモんテーターの1人、出演期間中はMBSラジオ野球解説者、2014年5月-2015年1月）
- 相原洋（水曜コモんテーター、毎日新聞大阪本社総合事業局次長、2009年4月-2017年3月）

以下の人物はいずれも、2019年6月まで、コモんテーター→パートナーとして出演。
| 月曜日 | 火曜日                                                     | 水曜日                                                     | 木曜日                                                      | 金曜日                                                                                                 |
| --- | ---------------------------------------------------------- | ---------------------------------------------------------- | ----------------------------------------------------------- | --- |
| 下記参照 （週替わりで1名が出演） | - 斉藤貞三郎 毎日新聞大阪本社編集局次長、2014年4月から出演 | - 萩原可奈 スポーツニッポン大阪本社記者、2017年4月から出演 | - 松井宏員 毎日新聞大阪本社夕刊編集長、番組開始当初から出演 | - 女と男 以下のメンバーからいずれか1名が週替わりで出演 - 和田ちゃん（和田美枝） - 市川くん（市川義一） |
| （月曜日のパートナー） いずれも毎日放送の野球解説者で、「てんスポ」→「今朝の特盛りチェック」以降の全編に出演（「鈴木杏樹のいってらっしゃい」「歌のない歌謡曲」を除く） 太田幸司（2009年4月から出演、2014年4月までは隔週で月曜日、2009年4月以降は一時金曜日にも登場） 亀山つとむ（2009年4月から出演、2014年4月までは隔週で月曜日、2009年4月以降は一時金曜日にも登場） 藪恵壹（2014年5月から出演） （不定期出演） 矢野宗宏（ビジネスコンサルタント、2009年9月まで月曜日にレギュラー出演） 篠原充彦（ファイナンシャルプランナー、2009年9月まで木曜日にレギュラー出演） 濱弘明（毎日新聞大阪本社運動部記者、2009年10月から2011年3月まで木曜日にレギュラー出演） 森野茂生（毎日新聞大阪本社地方部デスク） 山田隆道（エッセイスト・漫画原作者、2011年4月～、当初は金曜日に週替わりで出演） 内匠宏幸（日刊スポーツ大阪本社出身のスポーツライター、2011年4月～、当初は金曜日に週替わりで出演） 石塚徹（スポーツニッポン大阪本社編集局スポーツ部長、2011年7月～、当初は金曜日に週替わりで出演） |                                                            |                                                            |                                                             | |

- 2011年3月までは、コモン倶楽部のメンバー（現在の「パートナー」に相当する有識者・毎日新聞社社員）が、5時台途中の「新聞パッと見チェック」から登場[9]。「新聞パッと見チェッカー」（月～木曜日は番組スタッフ、金曜日はバーバラよね[10]）が放送日発行の（毎日新聞を含む）新聞各紙の朝刊をスタジオに持ち込んだうえで、朝刊に掲載されたニュース・話題からトークを展開していた。
- アシスタントが休演する場合には、他曜日のアシスタントが代演するか、普段はアシスタントを担当しない毎日放送の女性アナウンサーをアシスタント代理に起用する。2017年までは、当時MBSラジオの他番組にレギュラーで出演していた野村朋未[11]（フリーアナウンサー）が代演することもあった。
- 女と男では、2009年4月から2011年3月まで、和田が「ラジオを聴きながら歩き部」のリポーターとして全曜日に出演。2011年4月から2013年3月までは、木曜日のみ、「コドモ倶楽部 質問紹介編」からエンディングまでスタジオに登場していた。この期間中には、和田が休演する場合に、市川が「主事」という肩書で代演するパターンが定着[12]。2013年4月にレギュラー出演をいったん休止してからも、和田・市川がゲスト扱いで揃って登場することがあった。2018年9月のリニューアルで、和田がレギュラー出演を再開するとともに、市川を正式にレギュラーへ起用。和田と市川が週替わり出演することに着目した子守の発案で、2人とも当番組のみ「女か男」と称している。なお、立岩が金曜日でレギュラー出演を始めた2019年3月8日以降の放送分でも、和田・市川は引き続き隔週交代で登場していた。

## タイムテーブル（放送終了時点）
「　」内は放送上のタイトルで、◎のコーナーは『上泉雄一のええなぁ!』でも継続。

番組内の気象情報（MBSでは「お天気のおしらせ」）、交通情報などのコーナーを、「○○てんコモリ!」のタイトルで統一している。また、年末年始が平日に当たる場合にも、通常編成と同じく全編で生放送を実施していた。
6時台
- オープニング曲は、スタイル・カウンシル（THE STYLE COUNCIL）の『My Ever Changing Moods』（2019年6月まで）→SING LIKE TALKINGの『Joy』（同年7月から）
- 6:00：オープニング→「MBSニュース」◎→「天気てんコモリ!」→「交通てんコモリ!」

6時の時報明けから、タイトルコールとともにアシスタントが登場。「MBSニュース」では基本として、この時間を境に、宿直勤務のアナウンサーから午前中担当のアナウンサーに交代する。放送日によっては、子守からのリクエストによって、ニュースの後に担当アナウンサーとクロストークを展開することがあった。
- 6:17頃：「今朝の特盛りチェック」

放送日の新聞朝刊に掲載された記事を基に、子守・アシスタント・パートナーの3名 を交えてトークを展開。東京株式市場前日の終値（月曜日と祝日の翌日を除く）と、最新の為替相場の動きも紹介していた。2011年3月末までのタイトルは、「今朝のてんコモリトピックス」。
2017年4月から、「新聞ぱっと見チェック」が当コーナー内で復活。復活前と違って、アシスタントが放送当日の主な記事をヘッドライン形式で伝えた後に、子守が注目した記事を詳しく紹介していた。
2017年8月21日からは、「新聞ぱっと見チェック」の直後に、スポーツニュース数項目と芸能関連の話題を1項目紹介。スポーツニュースを伝える場合には、『スポーツ行進曲〜スキャット編 featuring タイム・ファイブ』 をBGMとして流すようになった。
月曜日には2018年8月まで、毎日放送の野球解説者（当時の肩書は「コモんテーター」）が、当コーナーの終了後（後述する「てんスポ!」）から出演していた。同年9月のリニューアルで「てんスポ!」が消滅したことに伴って、「てんスポ!」で扱っていた話題（プロ野球シーズン中は主に阪神関連の話題）をスポーツニュースの中で扱っている。2018年9月から2019年6月までは、上記の解説者が当コーナーから登場。
スポーツニッポンの現役記者である萩原がパートナーを務めていた時期の水曜日には、「新聞ぱっと見チェック」以降のパートを「今週のどんなんかな?」（萩原が直近1週間の取材で接した芸能人のエピソードを披露する企画）に差し替えていた。
- 6:52頃：「てんコモリバザール」（子守とアシスタントで進行する通信販売コーナー。BGMとしてオジー・オズボーンの『Mama, I'm Coming Home』のイージー・リスニング版が流れる）

以前は6:25頃に放送。2010年9月までのタイトルは、「快適生活ラジオショッピング」だった。
- 6:58頃：「どローカルニュースステーション」

全曜日共通のコーナーとして、2018年9月3日（月曜日）から放送。MBSラジオの放送対象地域である関西地方の話題から、ローカル色の強いトピックを子守が日替わりで紹介していた。
話題のスポットを取り上げる場合に、鉄道ファンならではの視点で、鉄道でのアクセス方法を詳しく説明することが特徴。コーナータイトルは『ニュースステーション』（テレビ朝日が制作していた全国向けの平日最終版ニュース、関西地方では当時の朝日放送で同時ネット）にちなんでいて、同番組のテーマソングに使われていた『Good Evening』（本多俊之によるサックス演奏曲）をオープニングで流している。
- 6:59頃：「#てんコモリ」→「しあわせのしりとり」

全曜日共通のコーナーとして、2018年9月3日から放送。週替わりのテーマを設定したうえで、そのテーマに沿ってリスナーがtwitterやinstagramに投稿した「#てんコモリ」付きの画像を、毎日1つずつ紹介していた。
2019年7月の番組リニューアルに先駆けて、同年6月17日（月曜日）放送分から、コーナー名と企画を「しあわせのしりとり」に変更。「あ」を皮切りに、リスナーがtwitterやinstagramに投稿した「#しあわせのしりとり」というハッシュタグ付きの句から数首を紹介したうえで、子守が選んだ1句の最後の文字からしりとりを繰り返す。ただし実際には、「ん」で終わる文言を取り上げたうえで、「ん」以外の頭文字から投稿を募集することもあった。
7時台
- 7:00頃：「MBSニュース」◎

『お早うネットワーク』（ニッポン放送制作）の企画ネット扱いで、基本として7時の時報明けに放送。MBSラジオで制作する本編の前後に、ネットCMを挿入している。ワイド番組内包形式の「MBSニュース」では後提供クレジットの読み上げを行わないが、ここでは例外として本編後のCM明けに子守が「『MBSニュース』、○○（スポンサー名）がお送りしました」と後提供クレジットを読み上げている。
2017年8月18日までは長らく7:10頃に放送していたが、同月21日から放送枠を7:00頃へ移動。当日のレギュラー出演者が、リスナーに向けて改めて挨拶してから、ニュースへ切り替えるようになった。
- 7:05頃:「交通てんコモリ!」

交通情報（日本道路交通情報センターからの道路情報）に続いて、スタジオから子守が最新の鉄道・航空情報を伝えていた。
- 7:07頃：「天気てんコモリ!」

アシスタントが担当、一時は「乾燥情報」「花粉情報」「紫外線情報」も放送していた。
- 7:10頃：「今朝の一言」

2017年8月21日から放送。放送日に発行された全国紙朝刊の記事・社説などから、子守が特に感銘を受けた言葉を2分間で紹介していた。
- 7:15-7:20頃：SUZUKIハッピーモーニング・羽田美智子のいってらっしゃい◎（ニッポン放送制作）

2011年3月末までは、7:20 - 7:25頃に放送。パーソナリティを鈴木杏樹が務めていた時期から、開始前に子守が「この後は（杏樹→）羽田さんです。おはようございま〜す」と言ったところでニッポン放送からの音声に切り替えていた。
- 7:20頃：インフォマーシャルやフリートークなど。7:29.40になると、自動的に次のコーナー「歌のない歌謡曲」のスポンサー・パナソニックのCMを入れていた。
- 7:30-7:43：歌のない歌謡曲◎（放送曜日のアシスタントを中心に進行）

当番組の開始までは、月～金曜日の7:45 - 8:00に、独立番組として放送。当番組の初期には、子守・大津が事前に収録した内容を全曜日で放送していた。以降はは生放送で、進行役をアシスタントが担うが、子守も（一部の期間を除いて）引き続き登場。
アシスタントは、曲の合間にスタジオから天気予報と交通情報を伝えていたほか、1曲目と3曲目の後にパナソニック製品のインフォマーシャルを読み上げていた。なお、コーナーが終了した直後には、パナソニックの20秒CMを流していた。
2009年7月31日の放送では、当時のアシスタント3人（阿部・大津・大桃）が揃って出演。特別企画として、「我が家の記念日」というラジオドラマを放送した。
2012年5月21日（月曜日）には、当番組放送中の7:28～7:30頃に大阪市の中心部で金環日食の出現が予想されたことから、子守が7時過ぎにスタジオを退席。『MBSニュース』以降のコーナーの放送中に毎日放送本社付近の淀川河川敷へ移動した後に、当コーナーの枠内で金環日食の観測状況を伝えた。なお、スタジオでは当時の月曜アシスタント・おだに加えて、当日の6・7時台『MBSニュース』を担当していた武川智美（毎日放送アナウンサー）が途中まで進行役を務めている。
- 7:43：フリートーク
- 7:48頃
  - 月 ・火曜日：「古川圭子の私にも言わせて!」（2019年7月1日から放送）
  - 水曜日：「DJ由美のマイ・ミュージック」（2019年7月3日から放送）
  - 木曜日：「大塚由美の私にも言わせて!」（2019年7月1日から放送）
  - 金曜日：「立岩陽一郎のちょっと岩（いわ）せて!」
    - 2018年9月3日から2019年6月28日までは、全曜日で7:50頃に「今日のコラム」を放送。当時出演していたパートナーがメインで進行することから、基本として「（パートナーの氏名・芸名）のコラム」というタイトルを用いていた。
    - 毎日放送の野球解説者が週替わりでパートナーを務める月曜日のコラムでは、同年8月まで6時台の終盤に放送していた「てんスポ!」からの流れで、スポーツに関する話題を主に取り上げていた。
    - 金曜日のコラムについては、2019年3月1日放送分まで、当時のパートナーだった女と男の和田・市川が出演日ごとに担当していた。立岩がパートナーに加わった同月8日放送分からは、放送週に報じられたニュースから立岩が気になった話題を解説するコラムとして、「立岩陽一郎のちょっと岩せて!」というタイトルで放送。2019年7月のリニューアル以降も継続している。
      - 2020年の初頭から日本国内で新型コロナウイルスへの感染が拡大していることを背景に、同年4月22日・6月10日（いずれも水曜日）の18:00 - 21:00には、子守・立岩・亘佐和子（毎日放送ラジオ報道部員）の出演で『子守康範・立岩陽一郎のもっと言わせて!』という特別番組を放送した。また2020年4月10日から2020年10月30日までの間は月曜から木曜(水曜を除く)同様のコーナーである「高井美紀の私にも言わせて!」というタイトルで放送した。
- 7:56頃：「ライス中山先生のラッキーランチ占い」（血液型別占い）

中山先生による血液型別占いの結果をアシスタントが伝えるとともに、放送日に運気を上げる“ラッキーランチ”を、血液型ごとに1品ずつ紹介（もう1品加わる場合あり）。運勢の良い順に、『てんこ盛り』→『大盛り』→『中盛り』→『ちょい盛り』となる。放送上は、『中盛り』→『大盛り』→『てんこ盛り』→『ちょい盛り』の順に紹介。公式サイトでも、直近の放送で紹介した占いの結果と、“ラッキーランチ”に関するアドバイスを放送終了後に公開している。
- 7:57頃：エンディング

2019年7月のリニューアルを機に、SING LIKE TALKINGの『Spirit Of Love』を、エンディングテーマ曲に採用。
ただし実際には、以上のタイムテーブルにかなりの遅れが生じることがあった。特に、大津がアシスタントとして出演した日には、往々にしてスタジオでのフリートークが長びいていた。以上の場合には、鉄道ファンである子守が、決まり文句のように「定刻を○○分遅れで～」と伝えている。最後は子守が「ま〜たあ〜した!」（金曜日は「ま〜たら〜いしゅう!」）と言って番組を終え、その後ステブレCMなどを挟んで『ありがとう浜村淳です』に接続していた。

## 過去に放送されたコーナー・企画

### 「子守康範 朝からてんコモリ! 5時ですよ～」（2009年4月 - 2019年6月）
- 5時台のオープニング曲は、ドゥービー・ブラザーズ（The Doobie Brothers）の『Listen To The Music』。2011年4月からは、オープニングからほぼ全編にわたって、子守がワンマンDJ形式でフリートークを展開。放送日の朝刊各紙に掲載された記事や、子守自身が注目したアンケート結果なども、トークの中で随時紹介していた。また、トークの合間には、「天気てんコモリ!」「MBSニュース」「今朝の1曲」をはさんでいた。
  - 5:15頃に放送の「天気てんコモリ!」では、大阪・札幌・東京・名古屋・福岡・那覇の天気概況を紹介。この時間のみ、子守が原稿を読んでいた。
  - 「天気てんコモリ!」に続いて放送される「MBSニュース」は、この時間のみ、前日夜間から泊まり勤務中のMBSアナウンサーが担当。「西日本一の鉄道アナ」として知られる馬野雅行が泊まり勤務で担当する際には、ニュースの前後で子守との鉄道談義が入っていた。
  - 2013年4月からは一時、月曜日のみ、5:30頃に「ゼスプリ　今朝も健康てんコモリ!」を放送。「果物と健康」に関する情報・記事を子守が取り上げるほか、リスナーから情報を募集・紹介していた。
  - 2014年3月31日（月曜日）から2016年3月25日（金曜日）までは、ニッポン放送制作・NRNネットの箱番組『ENEOSプレゼンツ あさナビ』を、5:50頃から7分間内包していた。2019年4月1日（月曜日）から再び内包されているが、同年7月1日（月曜日）放送分からは、内包先を『レイディオ・ゴー!』へ変更（ただし、本篇終了後の5:53分開始のため、実質的には独立番組となった）。
- 2011年4月に放送内容を一新するまで、は「新聞ぱっと見チェック」「快適生活ラジオショッピング」（いずれも全曜日）や、「ランチdeチャレンジ　スリムへGO!GO!」（2010年10月～12月末まで、金曜日のみ）を放送していた。
  - 「新聞ぱっと見チェック」では、MBSテレビ以外の放送局の番組を含めて、朝刊の番組表から注目した番組の概要を「チャンネルマスター」として紹介。太田・亀山が週替わりで出演していた金曜日には、バーバラを交えてのスポーツ談義になることが多かった。
  - 「スリムへGO!GO!」では、放送開始当時体重が100kgを超えていた子守が、ディレクター2名と共に、糖質を抑えた食事（スリムランチ）の摂取による体質改善に挑戦。子守の体重を、当コーナーで毎週発表していた。
- 「日替わり!おかわり!てんコモリ!」では当初、子守の取材報告による「知ってる?てんコモリ」を全曜日で放送していた。「知ってる?てんコモリ」は、日替わり企画に移行後も、2011年3月末まで月曜日で継続。ただし後期には、「てんコモリ!」が入った記事・店名・発言などに関するリスナーからの報告を紹介するコーナーになっていた。
- 2017年4月からは、『MBSニュース』の直後に、当日の全国紙朝刊（大阪発行分の最終版）に掲載された主な記事（新聞休刊日の場合には共同通信社の配信記事やスポーツ紙即売版社会面の記事）を10分間で紹介する構成にリニューアル。子守が記事のヘッドラインを紹介した後に、概要や私見を述べるようになった。
- 上記の話題・コーナーの合間には、緊急時・非常時を除いて、必ず楽曲を流していた。2014年4月からは、子守自身の選曲にリスナーからのリクエストを織り交ぜながら、2曲を放送。当日が誕生日であるアーティスト・著名人にちなんだ楽曲を流したり、当日に放送予定（または直近に放送された）テレビ番組にちなんだ楽曲を放送したり、1週間同じテーマで選曲したりすることもあった。
  - 5時台では、放送開始から長らく、5:55頃に「フルで聞きたい今日の一曲」を（2009年10月までは5:50頃に）放送していた。初期の放送では、子守が気に入っている楽曲を"フル"（フルコーラス）で放送。放送時間帯を移動してからは、6時の時報まで流したり、1番のみで終わったりしていた。
  - 「フルで聞きたい今日の一曲」の終了後には、月～木曜日で一時、「朝から1万500円」（後述）を放送した。リニューアル後は、「スペシャルウィーク」などを中心に、5:30頃に全曜日の共通企画として三者択一形式の「5時半クイズ」を不定期で放送。正解したリスナーの中から、抽選でGOPANやお米を進呈している。
  - 2011年4月4日から2013年3月29日までは、「今朝の3曲」として3曲を流していた。その後は、毎回1つのテーマを設定したうえで、2014年3月28日まで「今朝の1曲」として放送。子守自身が選んだ楽曲（月～木曜日）や、リスナーからのリクエスト（金曜日）を織り交ぜながら、そのテーマがタイトルや歌詞に入った楽曲をフルコーラスで流していた。
- 5時台の放送開始から2009年10月1日までは、5時台のエンディングで「朝からパンコモリ!」を放送。リスナーや出演者お勧めのパンを、1日1品のペースで紹介していた。当時は、このコーナーからアシスタントが登場していた。
- 当番組の放送日が1月17日（阪神・淡路大震災[18] の発災日）と重なる場合には、前夜から東遊園地（神戸市中央区）で震災犠牲者への追悼行事が催されることから、5時台の後半に東遊園地からの生中継を編成。毎日放送の若手アナウンサーやラジオ報道部の記者が前夜からの取材とリポートを担当するほか、発災時刻の5:46から1分間は、参加者による黙祷の模様も伝えていた。2020年以降も『レイディオ・ゴー!』内で継続。

### 6時台以降
- かつて6:55頃や5時台に放送されていた「日本列島・てんコモリ!」では、関西地区以外で発行される地方紙1～2紙の朝刊から、注目記事を紹介。放送日によっては、通信社から配信される世界各国のニュースから、こぼれ話を「ここもリンク」として取り上げることがあった。
  - 5時台への移動後は、2011年3月末まで5:40頃に放送。ただし金曜日には、「新聞ぱっと見チェック」の続きに充てていた。
  - 6時台の「天気てんコモリ」でも、当初は日本各地の天気概況に加えて、海外1地点の概況を「ここもリンク」としてランダムに紹介していた。
- 番組開始から2011年3月末までは、7時の時報明けに「世界のコモリ倶楽部」を放送（当初は全曜日、後期は金曜日のみ）。海外在住のコモリ倶楽部メンバーから届いた現地情報を紹介していた。
  - 当コーナーのみ、放送翌週の月曜日から1ヶ月間、MBSラジオの公式サイトでオンデマンド配信。その関係で、放送上は、子守・アシスタント（2010年3月27日まで大桃、以降は大浦）・コモン倶楽部の日替わりメンバー（太田または亀山）が改めて挨拶していた。また、全曜日に放送していた時期には、配信内容が1週間分のダイジェスト音源（約30分）になっていた。
- 2011年3月末までは、放送中に3回、関西地方の各地から和田ちゃん（市川）による「ラジオ聴きながら歩き部」の中継を挿入（1回目は5:40→6:09頃、2回目は6:45頃、3回目は7:55頃）。和田ちゃん（市川）が番組名の入ったのぼりを手にしながら、生放送中にリスナーと散歩していた。
  - 行き先は日替わりで、1回目の中継の際に集合場所を発表。放送中にも、リスナーが飛び入りで参加できるようになっていた。市川が飛び入りで参加したことも数回ある。
  - 和田ちゃんの中継では、地名の読みや地理・方角に明るくない彼女を、スタジオの子守がたびたびフォローしていた。
  - レギュラー放送終了後の2012年4月には、「MBSラジオ　スペシャルウィーク」（以下『スペシャルウィーク』と略記）の直前企画として、9日（月曜日）から13日（金曜日）までの期間限定で当企画が復活。以前と同じスタイルで、和田ちゃんがリポーターを務めた。
  - 放送開始10年目に当たる2017年3月31日の放送でも、特別企画として復活。長居公園（大阪市東住吉区）を舞台に、和田が「906バッジラジオ」（前年3月19日からMBSラジオで本放送を開始したワイドFM限定の受信機）を無料で配布する企画などを実施した。
- 2014年4月から2017年8月18日までは、「MBSニュース」の直後に、子守とアシスタントがスポーツニュースを2～3項目紹介。プロ野球シーズンの放送前日に阪神タイガースの公式戦があった場合には、『MBSベースボールパーク』の実況音源・他局向けの裏送り中継音源などを交えながら、中継のテーマ曲（タイトル不詳）をBGMに用いながら阪神の戦い振りを手短に伝えていた。その後は2019年6月28日まで、「がっつり○○」（リスナーが得をしそうな情報を日替わりで紹介するコーナー）を編成。コーナータイトルは『がっちりマンデー』（MBSテレビでも同時ネットで放送するTBSテレビ制作の経済情報番組）にちなんでいて、「○○」には放送曜日を示す英語（月曜日の場合には「マンデー」）を入れていた。
- 2018年8月31日（金曜日）までは、日替わりのコーナー枠を、6時台の終盤（6:50 - 7:00頃）と7時台の終盤（7:43 - 7:53頃）に設けていた。
  - 6時台：「きょうイチ!てんコモリ」
    - 月曜：てんスポ![19]
      - ラヴァーボーイ（Loverboy）の『Working For The Weekend』をBGMに、前週末の主なスポーツの話題を振り返るコーナー。プロ野球シーズン中には、前週末の阪神の戦い振りを回顧するとともに、放送週の阪神戦の展望に充てられることが多かった。「コモんテーター」であった毎日放送の野球解説者は、当コーナーからエンディングまで週替わりで出演。

    - 火曜：朝からちょっとイイ話『朝イイ話』[20][21]
      - リスナーの胸に染みるあったかエピソードを紹介。エピソードによっては、感動のあまり子守が号泣するため、番組の進行が往々にして一時的に止まることがあった。

    - 水曜：ブック・ウェンズデー!
      - 子守が自ら選んで通読した本を、毎週1冊紹介。2017年の初頭には、「断捨離の一環」と称して、（当コーナーで過去に紹介した本を含む）子守所蔵の本の一部を希望するリスナーに無償で進呈する企画も実施していた。
      - 映画に造詣の深い伊東正治（フリーランスのアナウンサー・ラジオプロデューサーで元・毎日放送アナウンサー）が子守の代理でパーソナリティを務める場合には、伊東が直近に鑑賞した映画から、特に感銘を受けた1本を紹介していた。

    - 木曜：：オッサンふたりはずかしながら答えさせていただきます
      - 子守・松井という「ふたりのオッサン」が、リスナーから寄せられた誰にも聞けないような悩み（1回につきおおむね2 - 3件）に対して、「はずかしながら」独自の回答を出すコーナー。しかし、お悩みの内容によっては2人が匙を投げたり、互いの意見を交わすうちにお悩み相談から脱線したり、回答が出ないまま終わるケース[22] が多かった。
      - コーナー終了から放送終了まで他のリスナーからもメールで意見が相次いで寄せられるほどの人気コーナーで、寄せられた意見の一部を最終的な回答しばしばに採用していた。2018年9月7日から2018年8月31日までは「けさのちょい盛りチェック!」枠、以降は「今日のコラム」枠で続けられたが、2019年7月の番組リニューアルで松井が降板したことを機に終了。

    - 金曜：出会い燦々
      - 子守が過去に出会った（または今後会ってみたい）素敵な人たちを紹介するほか、スタジオにゲストを迎えたり、事前に収録したインタビューを流したりすることもあった。

  - 7時台：「けさのちょい盛りチェック!」（2015年9月までのタイトルは「日替わり!おかわり!てんコモリ!」）
    - 月曜：今週、何すんの?
      - 2014年3月31日から放送を開始。「放送日から1週間の予定」をテーマに、リスナーからメッセージを募集したうえで、当コーナーで次々と予定を紹介した。
      - 2014年3月24日までは、長らく「子守見聞録」（2011年3月末までのタイトルは「知ってる?コモリ!」）を放送。子守自身が見たり聞いたり、体感や経験したことを紹介していた。

    - 火曜：朝からごちそうさん
      - 2014年4月1日から放送を開始。開始前週までNHK総合テレビで放送されていた同名の連続テレビ小説（NHK大阪放送局制作）にちなんで、リスナーから寄せられた食べ物にまつわる温かいエピソードを紹介する。コーナーのテーマソングは、前述のテレビ小説にも使われていた「雨のち晴レルヤ」（ゆず）。
      - 2013年7月2日から2014年3月25日までは、『イマジン』（ジョン・レノン）の前奏をBGMに流しながら、リスナーの想像力をかき立てるラジオの特性を生かした大喜利企画「想像しよう　イマジンてんコモリ!」を放送[23]。番組から毎回テーマを提示したうえで、そのテーマを基に「こんな～があったら」という投稿を受け付けた後に、「～でイマジン」として子守・おだ・加藤が交互に紹介していた。

    - 水曜：コドモ武勇伝
      - リスナーの子供や近所の子またはリスナー自身の子供のころの、大人も驚く子供の言動をリポートするコーナー[24]。

    - 木曜：すみからすみまで趣味淳一です
      - 趣味にまつわるリスナーのエピソードを紹介するコーナーとして、2014年4月3日から放送を開始。コーナータイトルは、かつてMBSラジオで平日の午後に放送されていた生ワイド番組『すみからすみまで角淳一です』にちなむ。

    - 金曜：スプーン”てんコモリ”のしあわせ
      - 2010年10月から放送、リスナーから届いた「幸せを感じる瞬間」に関するメッセージを紹介していた。

## 番組グッズ
- 初期の番組グッズであった赤いバンパーステッカーは、放送開始直後から、日焼けによって赤の褪色が目立つことを指摘されていた。やがて、褪色を逆手に取る格好で、リスナーから『赤字が消えて黒字が残るゑびすステッカー』と命名。ステッカーを受け取ったリスナーが、番組宛てに御利益を報告するほど好評を博した。2011年7月から褪色しないデザインのステッカーに改められたが、前述の名称にあやかって、恵比寿様に扮した子守のイラストが描かれている。
- 現在では、第2代のバンパーステッカー以外にも、「絵守り君」（交通安全への願いを込めて蛍光色の反射板を使用した絵馬型のキーホルダー）や「ほっていさん」（「捨てる」を意味する大阪弁の「ほうる」に「布袋さん」を重ねた名称のゴミ袋）をリスナーへ随時進呈。いずれのグッズにも、上記のイラストが描かれている。

## 「コモリ倶楽部」（リスナー登録制度）
- 身のまわりの情報を、リスナーから番組へ発信することを目的に設けられた無料のメンバー登録制度。放送開始前の2008年3月からMBSラジオのサイトで募集を始めた。関西在住のリスナーにとどまらず、トラックドライバーなど、関西以外のリスナーも多数登録している。2013年10月に登録メンバーの総数が2万名を超えると、2016年10月で2万5,000名、2018年12月で3万名に達した。
- メンバー登録を希望するリスナーは、電子メール・ハガキ・FAXで番組宛てにメッセージを送る際に「コモリ倶楽部会員希望」と記入すれば、会員番号とラジオネーム[25] が記載された会員証が後日郵送[26] される。
- 登録メンバーに固有の会員番号を割り当てるため、メンバーからのメッセージを放送で紹介する場合には、メンバーの氏名（またはラジオネーム）の前に会員番号を読み上げることが多い。会員番号1番はパーソナリティの子守自身である。最近では、メンバーに特典を提供できる店舗も「加盟店」として番組で登録。公式サイトで加盟店や特典を公表している。
- 2009年3月15日には、番組1周年記念企画や「子守康範　朝からてんコモリ! 5時ですよ～」開始のPRを兼ねて、毎日放送本社2階のギャラクシースタジオで「コモリ倶楽部決起集会」を実施した。さらに、2010年5月に登録メンバーの総数が1万人を突破。同月17日には、当番組のスタジオがある毎日放送本社1階ロビーで、1万人突破記念のメンバー限定公開イベント「ちょい盛りミーティング」を開催した（前説は女と男の和田ちゃんと市川）。以降も、曜日別に不定期で実施。生放送を終えたばかりのレギュラー陣が、放送では取り上げ切れなかった話題や歌などを披露している。

## 備考
- 「交通てんコモリ!」「天気てんコモリ!」では、ドライバーと思われるリスナーやコモリ倶楽部メンバーから、「●●高速の△△付近で事故渋滞が起きてますよ」「●●周辺は、今すごい大雨です」などの情報がいち早く届くことがある（特に5時台）。フリートークや投稿以外のコーナーで、情報の発信を担うリスナーやメンバーも少なくない。
- 2009年夏頃から、出演者が駄洒落を喋るなどした場合に、脱力的な効果音を流すようになった。日替わりのコモんテーター→パートナー制度を導入していた時期には、子守や松井の発言中によく流れていた。効果音が流れなくても、子守以外の出演者（特に太田）が、子守の話にツッコミを入れる際にこの音を口（くち）にすることがある。
- 2009年10月以降は、「MBSラジオ　スペシャルウィーク」期間中に限って、5:53頃に当番組のスタジオから15秒間MBSテレビとの同時生放送を実施することがある（MBSテレビでは『みのもんたの朝ズバッ!』内のローカルスポットCM枠で放送）。2011年には、当番組と日本コカ・コーラによるコラボレーション企画として、子守の出演による「綾鷹」（緑茶飲料）のテレビCMを当番組のスタジオで収録。同年5～6月に、同局のローカルスポットCM枠で随時放送している。
- 2009年11月30日の放送から一時、「朝から1万500円」（通称「朝マンゴー」）を実施。5時台にメッセージを読まれたリスナーから、1万500円を1名に進呈していた。この企画では、子守の希望を基に賞金を設定。さらに、「スペシャルウィーク」の期間中には、賞金を増やした。
  - 一時は6時台にも実施。「きょうイチ!てんコモリ」の直後に当選者を発表していた。しかし、同局の上層部からの意向で、2010年の途中から「スペシャルウィーク」限定の企画に縮小。2011年4月の番組リニューアルを機に、前述の「5時半クイズ」へ移行した。
- 2011年には、東日本大震災での津波被害からの復興資金の支援を目的とした三陸鉄道（岩手県）のヘッドマーク・オーナー募集に、日本の放送局から初めて『こんちわコンちゃんお昼ですょ!』（MBSラジオ平日午後帯の生ワイド番組）と共同で参加[27]。同鉄道では、同年12月11日から1年間にわたって、車両の前後に番組名を入れたヘッドマーク付きの車両を定期的に走らせていた[28]。
- 「金鳥少年」（毎日放送と同じく大阪市内に本社のある大日本除虫菊が2016年から夏季限定で放送するラジオドラマ風の「キンチョール」CMシリーズ）に子守が深く感銘を受けている縁で、2017年8月には野田琴乃（同シリーズに「高山さん」という女学生役で出演する女優）がゲストで出演。ラジオ番組や生放送番組への出演が初めてだったにもかかわらず、子守が扮する「子守くん」との間で、CMさながらの掛け合いを披露した。以降の放送でも、「高山さんが子守くんに呼び掛ける」という設定で収録した野田の声による「金鳥少年」風の音源やジングルを随所で使用。2018年には、この設定を基に子守が脚本を手掛けたラジオドラマ風の音源（1分間）が、テレドームを通じて1月1日から3日まで公開された[29]。

## 番組でのエピソード
- 2008年11月15日には、嘉門達夫をゲストに迎えて公開収録を実施。同月17日にその模様が放送された。なお嘉門は、2010年1月25日（月曜日）の生放送でスタジオにも登場した。
- 東京から放送していた2009年3月7日には、MBSが出資した映画「おくりびと」が第81回アカデミー賞で邦画初の外国語映画賞を受賞したことを記念して、主演の本木雅弘が6:30過ぎからエンディングまで生出演。撮影の裏話に加えて、子守が局アナ時代に共演した『MBSヤングタウン』の思い出話も披露した。また放送中には、15年振りに再会した子守のことを、「コモさん」と呼んでいた。
- 金曜日の東京出張が終了した2009年6月3日にも、赤坂Bizタワーから生放送を実施した。放送終了後には、子守が『森田一義アワー 笑っていいとも!』のオープニング企画「アラ2は誰だ!?」へ素人出場者と一緒に出演。 フジテレビ系全国ネットの番組（関西地区は関西テレビで放送）にもかかわらず、当日の毎日新聞大阪版に掲載のラジオ番組表を紹介しながら、当番組を宣伝した。当番組では、「MBSラジオ　スペシャルウィーク」の間近ということもあって、数日前から同コーナーへの出演を予告していた。
- 子守は、2009年7月21日の放送終了後、屋久島（鹿児島県）での皆既日食観測弾丸ツアーに参加。そのため、翌22日の放送では、滞在先の鹿児島空港から携帯電話を通じて番組を進行した。さらに、『上泉雄一のええなぁ!』の放送中に、屋久島からの電話で皆既日食の模様を伝えた。子守は22日中に帰阪。23日の放送では、通常どおり大阪のスタジオから出演している。
  - 2012年7月27日（金曜日）の放送では、体調不良の子守に代わって、上泉が急遽全編のパーソナリティを担当。さらに、当番組の生放送を終えてから、通常どおり『上泉雄一のええなぁ!』にも出演した。
- 2009年夏の高校野球期間中には、ABCラジオが第1試合の中継前に高校野球情報番組『甲子園てんこもり』（4試合の開催を予定している日限定）を放送していたことから、子守が番組内で「元祖てんこもりは、こちらです!」と連呼していた。
- 2009年8月24日から8月26日までは、MBSラジオで第45回衆議院議員総選挙の政見放送を編成した関係で、当番組の開始時間が5:30に繰り下がった。
- 2010年1月15日には、金環食の見物でコモリン岬（インド、タミル・ナードゥ州）に滞在する子守の代役として、当時『加藤ヒロユキ 週末のソムリエ』（土曜日の同時間帯にMBSラジオで放送されていた生放送番組）でメインパーソナリティを務めていた加藤がパーソナリティを担当。子守も、当番組の7時台に、現地からの電話リポートで登場した。
  - 子守は、前日の生放送に最後まで出演してから、コモリン岬に向けて出発。当日は、『ノムラでノムラだ♪ EXトラ!』（MBSラジオ）の中で、16:45頃から約10分間にわたって電話で金環食の瞬間を実況した。実況の模様は、YouTubeにて子守自身がアップロードした映像を通じて閲覧できる（こちらより閲覧可能）[30]。なお、子守は帰国後の同月18日放送分より、再びスタジオから当番組へ出演している。
  - 加藤は、『加藤ヒロユキ 週末のソムリエ』の終了（2010年3月）を受けて、同年4月から「コモン倶楽部」（日替わりコモんテーター）の一員として当番組の火曜日に出演している。
- 2010年11月18日（木曜日）と11月19日（金曜日）には、子守の体調不良により、元アナウンサーの伊東正治（毎日放送ラジオ局プロデューサー、子守のアナウンサー時代の上司）が子守の代役で急遽メインパーソナリティを担当。18日には、『MBSヤングタウン』月曜日でも共演した大津とともに、6時台・7時台の生放送を進めた。ちなみに伊東は、ラジオ局の編成部長時代に、当番組の立ち上げに関わっていた。
  - 2011年には、2月4日（金曜日）と2月7日（月曜日）～2月9日（水曜日）の放送でメインパーソナリティ代理を務めている。
  - 2012年には、腰痛を発症した子守に代わって、3月12日（月曜日）～3月16日（金曜日）の生放送で代役を務めていた。
  - 2013年には、子守の休暇中に当たる1月28日（月曜日）～2月1日（金曜日）の放送に、パーソナリティ代理として出演した。
  - 2014年には、子守の休暇中に当たる9月8日（[月曜日）～9月12日（金曜日）の放送に、パーソナリティ代理として出演。12日には、『モーニングミックス』（当時プロデューサーと金曜日のパーソナリティを兼務していた前枠番組）に続いて登場した。
  - 2015年には、子守の休暇中に当たる7月27日（月曜日）～7月31日（金曜日）の放送でパーソナリティ代理を担当。
- 2010年12月30日（木曜日）には、子守が風邪による声嗄れのため、6時台と7時台のMBSニュース担当予定で、後輩アナウンサーである加藤康裕が、5時台途中より参加（ニュースもそのまま担当）。そのままエンディングまで出演した。
- 2011年6月14日（火曜日）の「きょうイチ!てんコモリ」では、子守がMBSを退社する際に河島英五（2001年4月に48歳で急逝）が特別に作ったとされる未発表曲「あなたに ありがとう」を、テレビ・ラジオを含めて初放送。放送の直後には、英五の長女・河島あみるが電話で出演した。2013年5月3日には、あみるの妹・河島アナムの補詞と子守の歌唱による「あなたにありがとう」を、CDシングルとして発売した[31]。
- 2013年4月1日（月曜日）の7時台には、前日に関西テレビを退社した山本浩之（子守と同じ1961年度生まれで、放送局入社も同期）が、フリーアナウンサー転身後の初仕事として当番組へゲストで出演した。
- 2013年9月27日（金曜日）の本番終了後からは、子守とリスナーの懇親会を兼ねた番組史上初のツアー企画「子守さんと行く大人の修学旅行　SL列車と世界遺産三保の松原」を、静岡県内で3日間（2泊3日）にわたって実施した。
- 7時台の前半に内包されている『いってらっしゃい』のパーソナリティを鈴木杏樹（大阪市箕面市生まれで子守と同じ神戸市育ちの女優）が務めていた時期（2004年9月27日 - 2020年2月6日）には、子守（休演中にはパーソナリティ代理）が意図的に「杏樹さーん!」と呼び掛けることが多かった。
  - 『いってらっしゃい』はニッポン放送の事前収録番組で、MBS以外のラジオ局でも広く放送されているため、鈴木から放送上返答らしき言葉を聞くことは原則として不可能であった。しかし、2014年5月9日（金曜日）放送分では、放送当日に53回目の誕生日を迎えた子守に向けて鈴木からお祝いのメッセージ[32][33] が寄せられた。ニッポン放送の協力による子守へのサプライズ企画だったため、子守は驚くと同時に大層感激していた[34]。
- 2016年の初回放送日である1月1日（金曜日）には、MBSテレビで生放送による特別番組『新春ぷいぷいwithタイガース～"ぼん"と正月～』を6:30 - 8:25に編成した関係で、当番組を放送中の毎日放送本社M館ラジオβスタジオの外から7時頃に生中継を実施。当番組からは、子守とアシスタントの高井が、MBSテレビの映像に登場した。
- 2016年6月21日（火曜日）のエンディングでは、子守が自身の妻以外の女性と不倫の関係にあったことを突然告白。そのことを報じる記事が同月23日発売の『週刊新潮』に掲載されることを明かしたうえで、リスナーや不倫相手に向けて謝罪した[35]。さらに、本番後に大阪市内で開いた記者会見でも、「『脇が甘いな』と思いながら、当番組で（芸能人の不倫に関するニュースを）放送してきたが、（結果として）リスナーの信頼や期待を裏切った。『何と浅はかだったんだろう』と思う」という表現で謝意を示した[36]。子守は翌6月22日から24日まで、普段はアシスタントと共に進行する「歌のない歌謡曲」の出演を取りやめた。
- 2017年11月27日（月曜日）放送分では、子守が前日から声を出せなくなったことを理由に休演。本来アシスタントとして6時台から登場する古川と、水・木曜アシスタントの大塚が、5時台から急遽パーソナリティ代理として出演した。さらに、金曜アシスタントの高井も、5:55頃から随時登場した。当日の6時台・7時台にテレビで『あさチャン!』内の関西ローカルニュースを担当すること[37] を前提に毎日放送へ出社していたことによるもので、実際には、前述したニュースの合間を縫う格好で当番組へ出演した。なお、28日（火曜日）・29日（水曜日）の放送も休演したため、28日以降は伊東が全編にわたってパーソナリティ代理を務めている。